# Allo le monde
Allo le monde est un album de Pauline sorti en 2007.
L'album est certifié disque d'or en juin 2008[réf. nécessaire].

## Liste des titres
| Titre                     | Durée | Auteur(s)                | Compositeur(s)        |
| ------------------------- | ----- | ------------------------ | --------------------- |
| Allo le monde             | 4:05  | François Welgryn         | Pauline               |
| J'aime l'ennui            | 3:40  | Pauline                  | Pauline               |
| Vie de songes             | 3:58  | Pauline                  | Pauline               |
| Je vis ma vie             | 3:06  | Pauline/François Welgryn | Pauline               |
| Ce n'était pas mon jour   | 2:20  | Pauline                  | Pauline               |
| Tous pour une             | 3:48  | Pauline/François Welgryn | Jean-Philippe Argento |
| Mon côté fragile          | 3:18  | François Welgryn         | Lena Ka               |
| Plus à prendre            | 3:22  | Pauline                  | Pauline               |
| C'est pas toi qui m'auras | 3:29  | Pauline/François Welgryn | Pauline               |
| L'Ordre des choses        | 3:40  | Martin Rappeneau         | Martin Rappeneau      |
| Il n'y a que toi          | 3:08  | Pauline                  | Alexandre Tanguy      |
| Chacun                    | 1:51  | Pauline/François Welgryn | Pauline               |

## Singles
1. Allô le monde
2. C'est pas toi qui m'auras